# Beratungsprotokoll (Anlageberatung)
Das Beratungsprotokoll war ein Bestandteil der Anlageberatung für Privatanleger, das dem Anlegerschutz und der Verbesserung der Beratungsqualität dienen sollte. Es wurde im Januar 2018 von der Geeignetheitserklärung ersetzt.

## Entstehungsgeschichte
Der Deutsche Bundestag beschloss am 3. Juli 2009 das Gesetz zur Neuregelung der Rechtsverhältnisse bei Schuldverschreibungen aus Gesamtemissionen und zur verbesserten Durchsetzbarkeit von Ansprüchen von Anlegern aus Falschberatung. Eines der Ziele der Gesetzesnovelle war die Stärkung der Position der Anleger in Rechtsstreitigkeiten wegen Gerichtsprozessen um Falschberatung bei Wertpapiergeschäften durch die Einführung eines verpflichtenden Beratungsprotokolls. Der Bundesrat stimmte dem Gesetz am 10. Juli 2009 zu. Das Gesetz trat zu Beginn des Jahres 2010 in Kraft.

## Umfang der Protokollpflicht
§ 34 Abs. 2a Wertpapierhandelsgesetz (WpHG) sah vor, dass Wertpapierdienstleistungsunternehmen über jede Anlageberatung bei einem Privatkunden ein schriftliches Protokoll anfertigen mussten. Das Protokoll musste vom Anlageberater unterzeichnet und dem Kunden ausgehändigt werden. Die Protokollpflicht erstreckte sich ausschließlich auf Wertpapiergeschäfte, nicht dagegen auf die Anlagevermittlung anderer Anlageformen wie Tagesgeld oder Festgeld. Geschlossene Beteiligungsmodelle fielen seit der Einführung des KAGB ebenfalls unter die Protokollierungspflicht.

## Inhalt des Beratungsprotokolls
Nach § 14 Abs. 6 Wertpapierdienstleistungs-Verhaltens- und Organisationsverordnung (WpDVerOV) musste das Beratungsprotokoll vollständige Angaben über folgende Punkte enthalten:
- den Anlass der Anlageberatung,
- die Dauer des Beratungsgespräches,
- die für die Beratung maßgeblichen Informationen über die persönliche Situation des Kunden,
- Informationen über die Finanzinstrumente und Dienstleistungen, die Gegenstand der Beratung sind,
- die wesentlichen Anliegen des Kunden und deren Gewichtung,
- die im Gespräch erteilten Empfehlungen und die wesentlichen Gründe für diese Empfehlungen.

Durch die Neufassung das § 14 WpDVerOV ist diese Bestimmung seit Januar 2018 außer Kraft.

## Rücktrittsrecht bei telefonischer Anlageberatung
Nach § 34 WpHG mussten die Kreditinstitute ihren Kunden ein Rücktrittsrecht einräumen, wenn der Kunde für die Anlageberatung Kommunikationsmittel gewählt hatte, „die die Übermittlung des Protokolls vor dem Geschäftsabschluss nicht gestatten.“ In diesem Fall mussten die Banken dem Kunden das Protokoll unverzüglich nach Geschäftsabschluss zusenden. Nach Eingang des Protokolls hatte der Kunde ein einwöchiges Rücktrittsrecht, sofern das Protokoll fehlerhaft oder unvollständig war.

## Kritik am Beratungsprotokoll
Bereits wenige Wochen nach der Einführung der Protokollpflicht in der Anlageberatung kam Kritik an der Umsetzung der gesetzlichen Regelung durch die Banken auf. So bescheinigte eine Studie der Verbraucherzentrale Nordrhein-Westfalen, dass viele der von den Banken verwendeten Protokollvorlagen nicht verbraucherfreundlich seien. Die Verbraucherzentrale kritisierte vor allem, dass in einigen Protokollen die Möglichkeit zur Gewichtung der Anlageziele der Kunden fehlte, obwohl diese Gewichtung durch die WpDVerOV vorgeschrieben wurde. Auch verlangten einige Banken von ihren Kunden eine Unterschrift unter dem Protokoll. Dies kritisierten die Verbraucherschützer, weil die Unterschrift vom Gesetzgeber nicht vorgeschrieben sei und sich durch sie die Rechtsposition der Kunden verschlechtere. Ein weiterer Kritikpunkt waren mangelhafte Begründungen der Anlageempfehlungen der Banken.
Auch die Bundesanstalt für Finanzdienstleistungsaufsicht (BaFin) äußerte nach einer Markterhebung Anfang Mai 2010 Kritik an den von den Banken verwendeten Beratungsprotokollen. Viele enthielten nur vorformulierte Antwortmöglichkeiten. Vorhandene Freitextfelder seien oft nicht genutzt worden. Wie die Verbraucherzentrale NRW kritisierte die BaFin die Forderung einzelner Banken nach Unterschriften der Kunden unter dem Protokoll.

## Neuregelung
Das bisherige Beratungsprotokoll ist entfallen und wird durch die Geeignetheitserklärung ersetzt. Seit Januar 2018 verlangt § 64 Abs. 4 WpHG anstelle des Beratungsprotokolls eine Geeignetheitserklärung. Sie ist eine Erklärung, in welcher die erbrachte Anlageberatung dem Privatanleger dargestellt und erläutert wird und berücksichtigt, wie die Beratung auf die Präferenzen, Anlageziele und sonstigen Merkmale des Anlegers abgestimmt wurde. Der Gesetzeswortlaut des § 64 Abs. 4 WpHG verlangt, dass diese Erklärung vor Abschluss einer Wertpapierorder zur Verfügung zu stellen ist.